# Huernia urceolata
Huernia urceolata là một loài thực vật có hoa trong họ La bố ma. Loài này được L.C.Leach mô tả khoa học đầu tiên năm 1969.